# U-Boot-Typ 600
Der 600-Tonnen-Typ (auch 600-Tonnen-Klasse genannt) war eine Baureihe italienischer U-Boote. Zwischen 1932 und 1942 stellte die italienische Marine 59 Boote der fünf Klassen umfassenden Baureihe in Dienst, weitere wurden nach Brasilien und Argentinien exportiert. Es handelte sich um sehr manövrierfähige, jedoch nicht besonders schnelle „Küsten-U-Boote“ mittlerer Reichweite, die über Wasser zwischen 665 und 715 Tonnen verdrängten. Im Gegensatz zu den bis zu 2.000 Tonnen verdrängenden Hochsee- oder Langstrecken-Booten wurden sie vor allem im Mittelmeer eingesetzt.

## Baugeschichte
Auf der Londoner Flottenkonferenz hatten sich die führenden Seemächte 1930 auf Beschränkungen beim U-Boot-Bau geeinigt. Man unterschied zwischen kleinen Küstenbooten, die nicht mehr als 600 Tonnen verdrängen sollten, und Hochseebooten bis zu einer Verdrängung von 2.000 Tonnen. In Italien waren die großen Hochseeboote für Einsätze gegen feindliche Nachschubverbindungen im Indischen Ozean und im Atlantik vorgesehen, wo sie während des Zweiten Weltkrieges von Bordeaux aus auch operierten. Die kleineren Küsten-U-Boote hielt man für das Mittelmeer besonders geeignet. Da 1930 nur Beschränkungen bei der Gesamttonnage und bei der Typtonnage festgelegt wurden, nicht aber bei den Stückzahlen, hielt man es für nützlich, relativ viele kleinere Boote zu bauen. Auf der Grundlage dieser Rahmenbedingungen und Planungen entstanden in Italien die fünf Klassen des 600-Tonnen-Typs. Vergleichbare Programme gab es zur gleichen Zeit auch in anderen Staaten, wobei wie in Italien die 600-Tonnen-Grenze in der Regel etwas überschritten wurde.
Der italienische 600-Tonnen-Typ war das Ergebnis der Arbeit des Marine-Ingenieurs Bernardis, der in den 1920er Jahren mit der Pisani-Klasse, der Bandiera-Klasse und der Squalo-Klasse bereits Einhüllenboote mit einer Verdrängung zwischen 880 und 1.000 Tonnen gebaut hatte. Aus der Squalo-Klasse gingen dann ab 1930 die etwas kleineren Boote des 600er Typs hervor. Angesichts der geringen Stückzahlen, die in Italien von den verschiedenen Klassen gebaut wurden, war der Umstand außergewöhnlich, dass vom 600-Tonnen-Typ insgesamt 59 Boote in fünf Klassen (oder „Serien“) entstanden. Sie gehörten technisch zu den ausgereiftesten italienischen Booten des Zweiten Weltkriegs. Dennoch litten zum Teil auch sie an der von Mussolini verfochtenen Wirtschafts-Autarkie, dem allgemeinen Mangel an Rohstoffen und der dadurch bedingten Verwendung von Material minderer Qualität. Während des Krieges wurde es wie bei etlichen anderen italienischen U-Boot-Klassen unumgänglich, die zu massiven Türme der Boote umzubauen und zu verkleinern. Vor 1940 sah die italienische Einsatzdoktrin nur Unterwasserangriffe vor, weswegen auf niedrige Silhouetten und kurze Abtauchzeiten kein besonderer Wert gelegt wurde.

## Klassen
Der U-Boot-Typ 600 wird oft auch als U-Boot-Klasse 600 bezeichnet, wobei die verschiedenen Baulose dann ebenfalls als Klassen gelten, obwohl es sich um Unterklassen oder „Serien“ handelt. Um Verwechslungen zu vermeiden, werden die einzelnen Unterklassen, in der Literatur allgemein als Klassen bezeichnet, hier unter dem Überbegriff Typ subsumiert. Die Boote der einzelnen Klassen wurden in der Regel bei verschiedenen Werften gebaut und aus diesem Grund in Gruppen unterteilt.
| Klasse           | Anzahl | Verdrängung (aufgetaucht) | Dienstzeit |
| ---------------- | ------ | ------------------------- | ---------- |
| Argonauta-Klasse | 7      | 665 ts                    | 1932–1948  |
| Sirena-Klasse    | 12     | 701 ts                    | 1933–1948  |
| Perla-Klasse     | 10     | 700 ts                    | 1936–1948  |
| Adua-Klasse      | 17     | 698 ts                    | 1937–1947  |
| Acciaio-Klasse   | 13     | 715 ts                    | 1941–1966  |

Die Acciaio-Klasse wird auch Platino-Klasse genannt.